# Apterocryncus martini
Apterocryncus martini är en insektsart som först beskrevs av Bolívar, I. 1900.  Apterocryncus martini ingår i släktet Apterocryncus och familjen syrsor. Inga underarter finns listade i Catalogue of Life.